# Víctor Díaz
Pour les articles homonymes, voir Diaz.
Víctor Díaz, né le 4 février 1968, à Miranda, au Venezuela, est un joueur vénézuélien de basket-ball. Il évolue au poste d'ailier.

## Palmarès
- Finaliste du championnat des Amériques 1992
- 3e du championnat des Amériques 2005
- 3e du championnat d'Amérique du Sud 1999, 2001